# Società Sportiva Lazio Calcio Femminile 1989-1990
Questa voce raccoglie le informazioni riguardanti la Società Sportiva Lazio Calcio Femminile nelle competizioni ufficiali della stagione 1989-1990.

## Rosa
Rosa aggiornata all'inizio della stagione.
| N. |                   | Ruolo | Calciatrice          |
| -- | ----------------- | ----- | -------------------- |
|    | Italia (bandiera) | D     | Tiziana Bartoccioni  |
|    | Italia (bandiera) | A     | Samoa Bastonini      |
|    | Italia (bandiera) | A     | Elisabetta Bavagnoli |
|    | Italia (bandiera) | C     | Elena Biondi         |
|    | Italia (bandiera) | D     | Anna Cafà            |
|    | Italia (bandiera) | D     | Monica Caprini       |
|    | Italia (bandiera) | C     | Florinda Ciardi      |
|    | Italia (bandiera) | C     | Marisa Conicchioli   |
|    | Italia (bandiera) | C     | Federica D'Astolfo   |
|    | Italia (bandiera) | P     | Monica Di Bernardo   |

| N. |                   | Ruolo | Calciatrice      |
| -- | ----------------- | ----- | ---------------- |
|    | Italia (bandiera) | D     | Anna Di Domenico |
|    | Italia (bandiera) | D     | Maura Furlotti   |
|    | Italia (bandiera) | D     | Paola Gatti      |
|    | Italia (bandiera) | A     | Ida Golin        |
|    | Italia (bandiera) | C     | Rita Messina     |
|    | Italia (bandiera) | P     | Alessandra Nappi |
|    | Italia (bandiera) | A     | Carla Ottaviano  |
|    | Italia (bandiera) | C     | Romina Plini     |
|    | Italia (bandiera) | A     | Francesca Sisto  |